# Oligodon nikhili
Espèce
Statut de conservation UICN

 DD  : Données insuffisantes
Oligodon nikhili est une espèce de serpent de la famille des Colubridae.

## Répartition
Cette espèce est endémique du Sud de l'Inde.

## Étymologie
Son nom d'espèce, nikhili, lui a été donné en l'honneur de Nikhil, le fils de Romulus Whitaker, l'un des auteurs.

## Publication originale
- Whitaker & Dattatri, 1982 : A new species of Oligodon from the Palni Hills, south India (Serpentes: Colubridae). Journal of the Bombay Natural History Society, vol. 79, n. 3, p. 630-631.